# Determinants de la salut
Els Determinants de la salut són definits per l'Organització Mundial de la Salut com el "Conjunt de factors personals, socials, econòmics i ambientals que determinen l'estat de salut dels individus o poblacions".
Els factors que influeixen en la salut són múltiples i interrelacionats. La promoció de la salut tracta fonamentalment de l'acció i l'advocacia destinada a abordar el conjunt de determinants de la salut potencialment modificables; no solament aquells que tenen relació amb les accions dels individus, com els comportaments i els estils de vida saludables, sinó també amb determinants com els ingressos i la posició social, l'educació, el treball i les condicions laborals, l'accés a serveis sanitaris adequats i dels entorns físics. Combinats tots ells, creen diferents condicions de vida que exerceixen un clar impacte sobre la salut. Els canvis en aquests estils de vida i condicions de vida, que determinen l'estat de salut, són considerats com a resultats intermedis de salut.